# Arturo Montiel

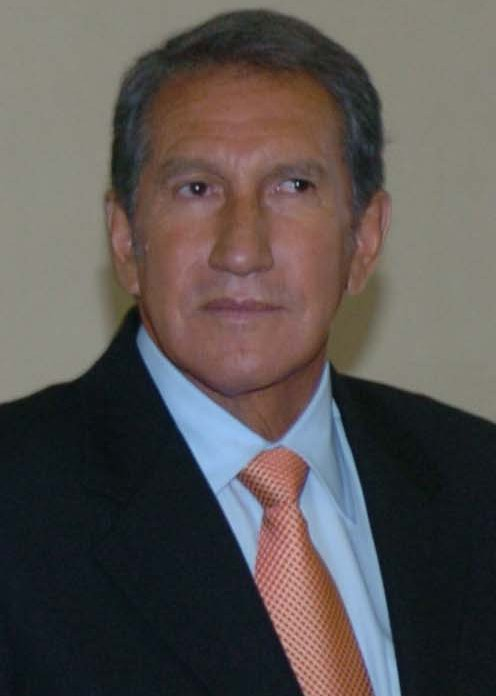
Arturo Montiel

Arturo Montiel Rojas (Atlacomulco, 15 oktober 1943) is een Mexicaans politicus, verbonden aan de Institutioneel Revolutionaire Partij (PRI).
Hij was burgemeester van Naucalpan de Juárez en van 1999 tot 2005 was hij gouverneur van Mexico. Hij probeerde als hoofd van de factie Unidad Democrática binnen de PRI kandidaat te worden voor de Mexicaanse presidentsverkiezingen van 2006. De Unidad Democrática staat ook wel bekend als 'Todos Unidos contra Madrazo' (='Allen Verenigd tegen Madrazo'), omdat ze pogen te voorkomen dat Roberto Madrazo, die door hen als corrupt wordt beschouwd, presidentskandidaat van de PRI wordt. Nadat Montiel echter zelf in een corruptieschandaal verwikkeld raakte, trok hij zich terug.
Montiel staat bekend als een hardliner. Tijdens zijn campagne voor de gouverneursverkiezingen van 1999 zei hij eens dat criminelen in zijn ogen geen mensenrechten hadden ("Mensenrechten zijn voor mensen, niet voor ratten."). Hij is getrouwd met de Franse journaliste Maude Versini.